# Macromitrium kinabaluense
Macromitrium kinabaluense är en bladmossart som beskrevs av J. Fröhlich 1962. Macromitrium kinabaluense ingår i släktet Macromitrium och familjen Orthotrichaceae. Inga underarter finns listade i Catalogue of Life.